# Barbados National Stadium
Il Barbados National Stadium è uno stadio all'aperto multiuso che si trova a Waterford, St. Michael, Barbados. Occupando un sito di 22 acri, è stato ufficialmente inaugurato il 23 ottobre 1970 dal Principe Carlo. Situato a circa 4,3 km a nord-est della capitale Bridgetown, si trova sulla Highway 2 presso Stadium Road, Codrington, St. Michael. Attualmente lo stadio è utilizzato principalmente per le partite di calcio ed è la sede della squadra nazionale di calcio delle Barbados.

## Storia
Nel 2006, la FIFA dichiarò lo stadio inadatto al suddetto scopo, in quanto, dalla sua apertura nel 1970, erano stati apportati soli pochi miglioramenti o riparazioni. Erano presenti dei piani per demolire le tribune esistenti e ricostruire il terreno prima dell'inizio della campagna di qualificazione alla Coppa del Mondo del 2010 di Barbados, e nel 2011 il governo barbadiano stimò con 2 milioni di dollari il costo per riprogettare la pista di atletica dello stadio, tuttavia, non fu determinata alcuna data per quanto riguarda la reperibilità dei finanziamenti o l'esecuzione dei lavori. Nel 2010 lo stadio ha iniziato a ospitare il Joseph Payne Memorial Classic, un evento competitivo tra gli studenti delle scuole secondarie barbadiane. Nell'aprile del 2015 le cinque tribune del National Stadium sono state chiuse al pubblico a causa della caduta di alcuni pezzi di detriti arrugginiti dai supporti in acciaio che reggevano i tetti, e da dicembre 2018 a gennaio 2019, i tetti di tutte e cinque le tribune sono stati rimossi e sono stati elaborati piani per demolire e ricostruire l'intero stadio. Verrà presto trasformato in uno stadio completamente nuovo, con tribune migliorate, parcheggi e nuove luci LED.

## Caratteristiche
Le tribune prendono il nome da rinomati atleti barbadiani: la tribuna Clarence Jemmott "A", la tribuna O'Donnell "Don" Norville "B", la tribuna VIP, la tribuna James "Jim" Wedderburn "C", la tribuna Patricia "Patsy" Callender "D". Ci sono anche il Randolph Fields Velodrome e il Christie Smith Gate, il Reginal Haynes Gate e il Jaycees Gate sul lato nord dello stadio.